# Chu Ka Mong
Conformément à la coutume hongkongaise, le nom chinois est Chu Ka Mong et le nom occidental est Moonie Chu.
Pour les articles homonymes, voir Chu.
Moonie Chu Ka Mong (en chinois : 朱嘉望) est une épéiste hongkongaise. Elle participe aux Jeux olympiques de Tokyo 2020.

## Biographie

### Jeunesse
Chu Ka Mong rejoint la Yew Chung International School (en) à cinq ans et y demeure jusqu'à ce qu'elle rejoigne l'université.
Elle découvre l'escrime à huit ans en regardant le film À nous quatre (天生一对) sur Disney Channel et commence donc à en pratiquer à cet âge. À quatorze ans, elle rejoint l'équipe nationale de Hong Kong pour cadets et devient alors semi-professionnelle.
En 2010, alors qu'elle n'est même pas encore âgée de quinze ans, elle décroche la médaille de bronze en individuel aux championnats d'Asie dans la catégorie cadets. Elle poursuit dans cette lancée et continue de gagner des médailles dans cet évènement lors des deux années suivantes, jusqu'en 2013.

### Carrière
Dès 2012, elle prend part à la coupe du monde, en plus des multiples compétitions internationales auxquelles elle participe déjà. Elle devient progressivement un élément fondamental de l'équipe féminine d'épée de son pays. Cette même année, elle gagne trois médailles d'or aux championnats d'Asie : une en individuel (cadet) et deux par équipes (cadet et junior).
Elle participe pour la première fois aux Jeux asiatiques en 2014 aux côtés de Coco Lin, Vivian Kong et Yeung Chui Ling et ramène le bronze chez elle.
L'une des périodes les plus complexes de sa carrière est celle des championnats d'Asie juniors de 2016. Alors que l'équipe hongkongaise mène de cinq touches, Chu rentre en piste et perd tous ses moyens à cause de la pression. Elle finit par mener son équipe à la défaite.
Après cinq ans d'études dans le domaine, elle est diplômée de l'université de Hong Kong en psychologie en 2017 et devient donc athlète à plein temps. Ses études l'ont particulièrement aidée à améliorer ses performances en escrime, notamment en l'aidant à garder son calme et à rester pleinement concentrée sur son assaut. Elle s'entraîne à l'institut des sports de Hong Kong (en).
Avec ses coéquipière (Coco Lin, Kaylin Hsieh et Vivian Kong) elle prend part aux Jeux asiatiques de 2018 à Jakarta-Palembang. Son équipe et elle éliminent d'abord le Kazakhstan (45-26) avant de s'incliner face à la Chine (34-45) et donc de remporter la médaille de bronze. Elle ne participe qu'à l'épreuve par équipes.
Chu participe deux années consécutives aux championnats d'Asie. D'abord, en 2018, où elles battent l'Ouzbékistan (45-24), le Kazakhstan (45-26) et la Corée du Sud (45-40). Il s'agit du meilleur résultat de Hong Kong depuis 17 ans : c'est la première fois depuis 1993 que l'équipe d'épée féminine atteint la finale. Elles sont vaincues par la Chine mais repartent tout de même avec la médaille d'argent. L'année suivante, lors des championnats d'Asie 2019, elle vainc la Mongolie (45-22) et le Kazakhstan (45-26) avec le reste de l'équipe nationale mais se heurte à la Corée du Sud (31-45). Les escrimeuses finissent à la troisième place à égalité avec le Japon.
En 2020, alors que les Jeux olympiques et la plupart des compétitions sont annulées ou reportées à cause de la pandémie de Covid-19, elle est nommée pour les Hong Kong Living Influencer Awards 2020 dans la catégorie « Santé et bien-être ».
Les Jeux olympiques d'été de 2020 ont finalement lieu du 23 juillet au 8 août 2021 à Tokyo. Elle y participe avec la même équipes qu'aux Jeux asiatiques trois ans auparavant. Elles sont éliminées par la Chine (32-44) en quart de finale et ont droit à deux matchs de classification : un perdu contre les États-Unis (31-42) et un gagné contre la Russie (28-27). Elle est la seule de l'équipe à ne pas participer à l'épreuve individuelle.

## Palmarès
- Championnats d'Asie
  -  Médaille d'argent par équipes aux championnats d'Asie 2018 à Bangkok
  -  Médaille de bronze par équipes aux championnats d'Asie 2013 à Shanghai
  -  Médaille de bronze par équipes aux championnats d'Asie 2014 à Suwon
  -  Médaille de bronze par équipes aux championnats d'Asie 2016 à Wuxi
  -  Médaille de bronze par équipes aux championnats d'Asie 2019 à Tokyo
- Jeux asiatiques
  -  Médaille de bronze par équipes aux Jeux asiatiques de 2014 à Incheon
  -  Médaille de bronze par équipes aux Jeux asiatiques de 2018 à Jakarta

## Classement en fin de saison
| Année | 2013 | 2014 | 2015 | 2016 | 2017 | 2018 | 2019 | 2020 | 2021 | 2022 |
| ----- | ---- | ---- | ---- | ---- | ---- | ---- | ---- | ---- | ---- | ---- |
| Rang  | 149  | 164  | 167  | 142  | 84   | 136  | 138  | 137  | 148  | 128  |

## Distinctions
- Jeune athlète de Hong Kong la plus impressionnante de l'année (2012)[4]